# SV Werder Bremen
Sportverein Werder Bremen von 1899 e. V. (phát âm tiếng Đức: [ɛs faʊ̯ ˌvɛʁdɐ ˈbʁeːmən] ⓘ), thường được gọi là Werder Bremen, Werder hoặc đơn giản là Bremen, là một câu lạc bộ thể thao chuyên nghiệp của Đức có trụ sở ở Bremen. Được thành lập vào ngày 4 tháng 2 năm 1899, Werder được biết đến nhiều nhất với đội bóng đá chuyên nghiệp của họ thi đấu ở Bundesliga, hạng đấu cao nhất của hệ thống giải đấu bóng đá Đức. Bremen cùng Bayern München nắm giữ kỷ lục về số mùa giải tham dự Bundesliga nhiều nhất và đứng thứ ba trên bảng xếp hạng Bundesliga mọi thời đại, sau Bayern và Borussia Dortmund.
Werder Bremen đã 4 lần vô địch Đức, 6 lần vô địch DFB-Pokal, 1 lần vô địch DFL-Ligapokal, 3 lần vô địch DFL-Supercup và 1 lần vô địch European Cup Winners' Cup. Danh hiệu lớn đầu tiên của đội là DFB-Pokal 1960–61 và danh hiệu gần đây nhất là cúp quốc gia năm 2008–09. Werder Bremen lần đầu tiên vô địch Đức vào mùa giải 1964–65 và lần gần nhất là vào mùa giải 2003–04, khi họ giành cú đúp. Ở đấu trường châu Âu, Werder Bremen đã vô địch European Cup Winners' Cup 1991–92 và là á quân UEFA Cup 2008–09.
Werder Bremen thi đấu trên sân Weserstadion từ năm 1909. Đội có một kình địch với câu lạc bộ Hamburger SV của miền bắc Đức, được gọi là Nordderby (Derby miền bắc). Tính đến tháng 4 năm 2022, Werder Bremen có hơn 40.000 thành viên.

## Lịch sử

### 1899–1970
Vào ngày 4 tháng 2 năm 1899, FV Werder Bremen được thành lập bởi một nhóm học sinh 16 tuổi, những người đã giành được một quả bóng đá trong một giải đấu kéo co. Tên "Werder" trong tiếng Đức có nghĩa là "bán đảo sông", ám chỉ sân bóng bên bờ sông mà đội đã chơi những trận bóng đá đầu tiên của họ. Vào ngày 10 tháng 9 năm 1899, Werder đã giành chiến thắng trong trận đấu đầu tiên của họ với tỷ số 1-0 trước ASC 1898 Bremen. Năm 1900, câu lạc bộ là một trong những thành viên sáng lập của Liên đoàn bóng đá Đức (DFB). Werder sau đó đã gặt hái được một số thành công ban đầu, giành được một số chức vô địch địa phương. Năm 1903, tất cả ba đội của họ đều giành chiến thắng trong giải đấu địa phương của họ. Do sự nổi tiếng của câu lạc bộ, Werder đã trở thành đội bóng đầu tiên trong thành phố tính phí vé vào cửa cho các trận đấu trên sân nhà.
Sau Chiến tranh thế giới thứ nhất, câu lạc bộ đã áp dụng các môn thể thao khác, chẳng hạn như điền kinh, bóng chày, cờ vua, cricket và quần vợt. Vào ngày 19 tháng 1 năm 1920, câu lạc bộ đã lấy tên hiện tại của mình: Sportverein Werder Bremen. Năm 1922, câu lạc bộ trở thành câu lạc bộ đầu tiên ở Bremen thuê một huấn luyện viên chuyên nghiệp, Ferenc Kónya người Hungary. Werder thường xuyên xuất hiện trong các trận play-off của giải vô địch bóng đá Bắc Đức trong những năm 1920 và đầu những năm 1930, nhưng không giành được danh hiệu nào. Vào giữa những năm 1930, tiền đạo Matthias Heidemann trở thành cầu thủ quốc tế đầu tiên của câu lạc bộ.
Werder Bremen đã giành chức vô địch Gauliga Niedersachsen vào các năm 1933–34, 1935–36, 1936–37 và 1941–42. Bằng cách giành chức vô địch Gauliga, đội đã đủ điều kiện tham dự vòng loại trực tiếp chức vô địch quốc gia; Thành tích tốt nhất của Bremen là vào đến tứ kết vào năm 1942. Vì bóng đá chuyên nghiệp không được phép ở Đức, một số cầu thủ của Werder đã làm việc tại nhà máy thuốc lá Brinkmann gần đó; đội sau đó được đặt biệt danh là "Texas 11" theo tên một trong những nhãn hiệu thuốc lá của công ty.
Từ sau Chiến tranh thế giới thứ hai đến khi thành lập Bundesliga vào năm 1963, câu lạc bộ Werder Bremen được coi là một trong hai đội bóng hàng đầu ở miền bắc nước Đức, cùng với Hamburger SV. Năm 1960–61, Werder Bremen đã giành chức vô địch DFB-Pokal đầu tiên của mình, khi đánh bại 1. FC Kaiserslautern với tỷ số 2–0 trong trận chung kết. Đội bóng khi đó bao gồm Sepp Piontek, Willi Schröder và Arnold Schütz, những người sau này đều trở thành cầu thủ quốc tế. Vị trí thứ hai tại Oberliga Nord 1962–63, sau Hamburger SV, đảm bảo cho Werder Bremen một suất tham dự Bundesliga 1963–64, mùa giải đầu tiên của giải đấu. Werder Bremen đã giành chức vô địch Đức đầu tiên của mình vào mùa giải 1964–65, hơn 1. FC Köln 3 điểm. Một trong những cầu thủ chủ chốt của đội là hậu vệ và tuyển thủ Đức Horst-Dieter Höttges. Werder Bremen đã giành vị trí thứ hai vào mùa giải 1967–68; trong những năm sau đó, họ xếp hạng ở nửa dưới của bảng xếp hạng.

### 1970–2000
Vào tháng 4 năm 1971, trong một trận đấu trên sân khách với Borussia Mönchengladbach, tiền đạo chủ nhà Herbert Laumen đã ngã vào khung thành của Werder Bremen sau một pha va chạm với thủ môn Günter Bernard của Bremen. Cột dọc bên phải sau đó đã bị gãy, khiến khung thành bị đổ xuống và không thể sửa chữa hoặc thay thế. Trọng tài đã hủy bỏ trận đấu với tỷ số hòa 1-1; DFB sau đó đã trao chiến thắng cho Werder Bremen. Do ký hợp đồng với một số cầu thủ đắt giá, Bremen được mệnh danh là "Millionenelf" (Đội bóng triệu đô). Thành tích của đội không được cải thiện, và trong mùa giải 1979–80, Werder Bremen lần đầu tiên bị xuống hạng khỏi Bundesliga.
Đội đã giành chức vô địch 2. Bundesliga Nord 1980–81 và được thăng hạng trở lại Bundesliga. Huấn luyện viên Otto Rehhagel được bổ nhiệm vào tháng 4 năm 1981; dưới sự dẫn dắt của ông, Werder đã giành vị trí thứ hai tại Bundesliga vào các mùa giải 1982–83, 1984–85 và 1985–86. Năm 1983 và 1986, đội đã mất chức vô địch vì hiệu số bàn thắng bại. Trong mùa giải sau đó, Werder đã tiếp đón Bayern Munich trong trận đấu áp chót; Bremen cần chiến thắng để đảm bảo chức vô địch. Trong những phút cuối của trận đấu, Werder được hưởng một quả phạt đền, nhưng Michael Kutzop đã sút hỏng; trận đấu kết thúc với tỷ số hòa không bàn thắng. Bayern đã giành chiến thắng trong trận đấu cuối cùng của họ, nhưng Werder đã thua 2–1 trước VfB Stuttgart, trao chức vô địch cho Bayern. Werder đã giành chức vô địch Bundesliga thứ hai của họ hai năm sau đó, vào mùa giải 1987–88, chỉ để thủng lưới 22 bàn, một kỷ lục khi đó. Họ cũng lọt vào bán kết UEFA Cup năm đó. Ở vòng ba UEFA Cup 1989–90, Bremen đã đánh bại nhà đương kim vô địch Napoli và cầu thủ chủ chốt của họ là Diego Maradona với tổng tỷ số 8–3, sau khi thắng 5–1 trên sân nhà.
Werder Bremen đã lọt vào trận chung kết DFB-Pokal vào các năm 1989 và 1990, và giành chiến thắng vào năm 1991. Họ cũng đã giành được Cúp C2 châu Âu vào mùa giải 1991–92, đánh bại AS Monaco với tỷ số 2–0 trong trận chung kết. Trong mùa giải 1992–93, đội đã giành chức vô địch Bundesliga thứ ba của mình, và giành được DFB-Pokal thứ ba của mình vào năm 1994. Bremen trở thành câu lạc bộ Đức đầu tiên lọt vào vòng bảng của UEFA Champions League được đổi tên mới vào mùa giải 1993–94. Trong mùa giải đó, Werder đã bị dẫn trước câu lạc bộ Anderlecht của Bỉ với tỷ số 3–0 sau 66 phút. Đội đã lật ngược thế cờ và giành chiến thắng với tỷ số 5–3; trận đấu được tôn vinh là một ví dụ về "Wunder von der Weser" (tiếng Việt: "Điều kỳ diệu của Weser"). Trong giai đoạn này, Werder có rất nhiều cầu thủ quốc tế, bao gồm  Mario Basler, Marco Bode, Andreas Herzog, Karl-Heinz Riedle, Wynton Rufer, và Rudi Völler.
Bremen đã giành vị trí thứ hai tại Bundesliga 1994–95; Vào cuối mùa giải, sau 14 năm tại Werder, Rehhagel đã rời câu lạc bộ để đến Bayern Munich. Rehhagel, huấn luyện viên thành công nhất của Bremen, đã sử dụng lối chơi "tấn công có kiểm soát" và làm việc với ngân sách eo hẹp trong thời gian dẫn dắt đội. Các huấn luyện viên kế tiếp của ông (Aad de Mos, Dixie Dörner, Wolfgang Sidka và Felix Magath) đã không giành được bất kỳ danh hiệu lớn nào. Vào tháng 5 năm 1999, cựu hậu vệ và huấn luyện viên trẻ Thomas Schaaf đã tiếp quản đội bóng. Ông đã giữ cho đội ở lại Bundesliga và giành được DFB-Pokal chỉ vài tuần sau đó, đánh bại Bayern trên chấm phạt đền.

### 2000–nay

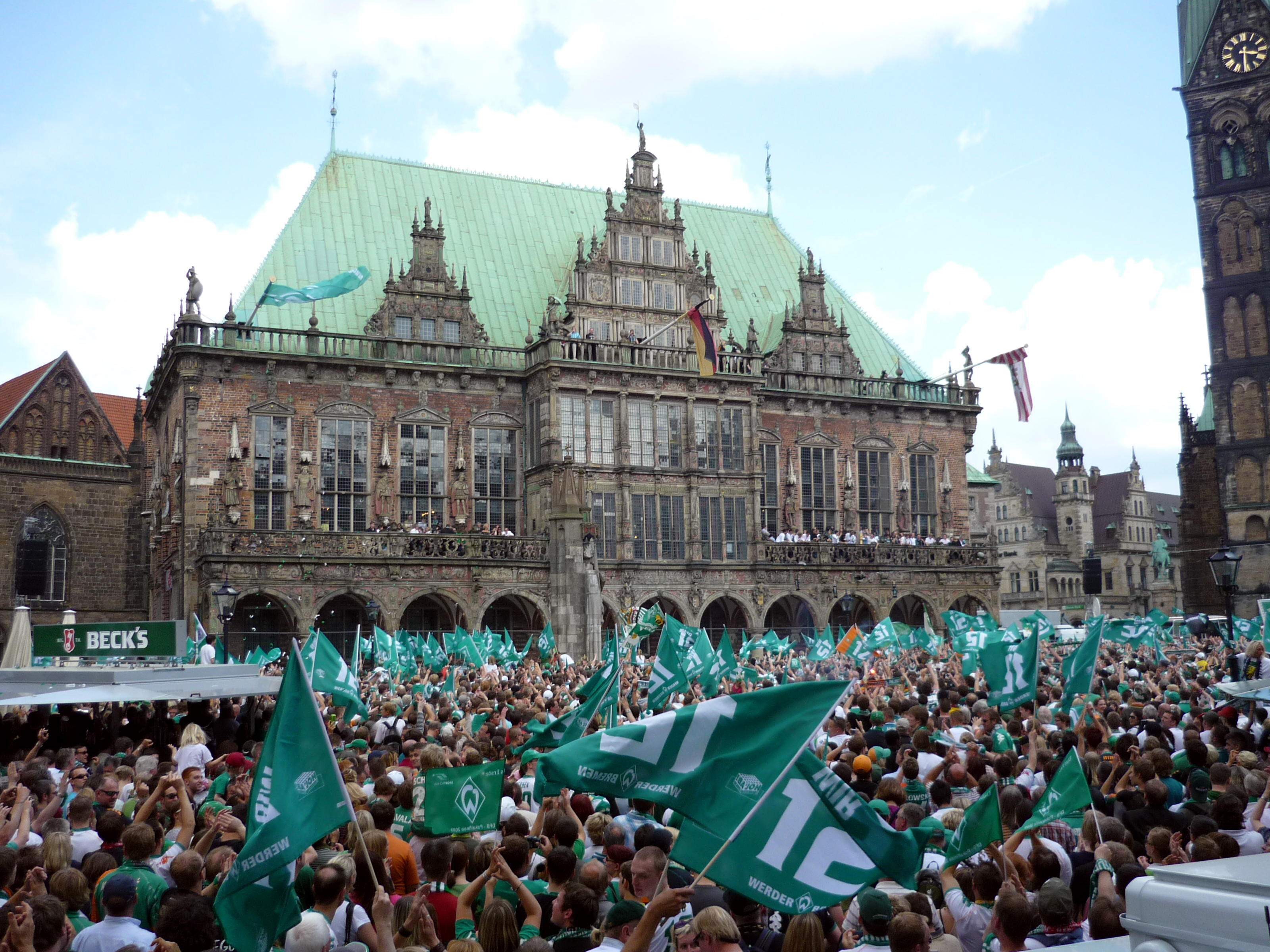
CĐV Werder Bremen ăn mừng chiến thắng DFB-Pokal 2008–09 tại Tòa thị chính Bremen

Thành tích của Werder Bremen ở giải vô địch quốc gia ổn định trong những mùa giải sau đó, thường xuyên kết thúc ở nửa trên bảng xếp hạng. Trong mùa giải 2003–04, họ lần đầu tiên giành cú đúp, khi vô địch Bundesliga và DFB-Pokal, trở thành câu lạc bộ thứ ba trong lịch sử Bundesliga đạt được thành tích này. Đội cũng thường xuyên giành quyền tham dự Champions League trong những năm 2000. Trong trận đấu cuối cùng của mùa giải Bundesliga 2005–06, Werder Bremen đã thắng 2-1 trên sân của đối thủ kình địch Hamburger SV để giành quyền tham dự Champions League, thay vì Hamburg. Bremen đã lọt vào bán kết UEFA Cup 2006–07, nơi họ bị loại bởi câu lạc bộ RCD Espanyol của Tây Ban Nha. Trong mùa giải 2008–09, đội đã lọt vào trận chung kết UEFA Cup - thua 2-1 trước câu lạc bộ Shakhtar Donetsk của Ukraine sau hiệp phụ - và trận chung kết DFB-Pokal, đánh bại Bayer Leverkusen với tỷ số 1-0. Vào tháng 4 và tháng 5 năm 2009, Werder Bremen đã gặp Hamburg bốn lần trong 19 ngày; một lần ở Bundesliga, hai lần ở bán kết UEFA Cup và một lần ở bán kết DFB-Pokal. Bremen đã đánh bại Hamburg 2-0 ở Bundesliga và loại họ khỏi DFB-Pokal và UEFA Cup.
Trong giai đoạn này, Werder đã có một số cầu thủ được bán với giá chuyển nhượng cao, bao gồm Diego, Torsten Frings, Miroslav Klose, Mesut Özil và Claudio Pizarro. Vào tháng 10 năm 2010, Pizarro trở thành cầu thủ nước ngoài ghi bàn nhiều nhất trong lịch sử Bundesliga. Năm 2013, Schaaf rời câu lạc bộ theo thỏa thuận chung sau khi Werder Bremen đứng thứ 14 ở Bundesliga. Trong mùa giải 2019–20, Bremen đã đánh bại Köln 6-1 ở vòng đấu cuối cùng để xếp thứ 16, vượt qua Fortuna Düsseldorf; tuy nhiên, Bremen đã phải chơi trận play-off thăng hạng/xuống hạng với 1. FC Heidenheim để tránh xuống hạng. Hai đội hòa nhau 2-2 sau hai lượt trận, Werder Bremen giành chiến thắng nhờ luật bàn thắng sân khách và tránh được xuống hạng. Bremen đứng thứ 17 ở mùa giải tiếp theo và bị xuống hạng 2. Bundesliga lần đầu tiên kể từ mùa giải 1979-80. Đội đã giành ngôi á quân Bundesliga 2 mùa giải 2021-22 và giành vé thăng hạng trở lại Bundesliga sau một mùa giải.

## Huấn luyện viên trưởng
Người Đức
- Willi Multhaup, (1963-1965)
- Günther Brocker, (1965-1967)
- Fritz Langner, (1967-1969),
- Richard Ackerschott, (1968-1969)
- Fritz Rebell, (1969-1970)
- Hans Tilkowski, (1970-1970), (1976-1977)
- Robert Gebhardt, (1970-1971)
- Willi Multhaup, (1971)
- Sepp Piontek, (1971-1975)
- Fritz Langner, (1972)
- Herbert Burdenski (1975-1976)
- Otto Rehhagel (1976)
- Rudi Assauer (1977-1978)
- Fred Schulz (1978)
- Wolfgang Weber (1978-1980)
- Rudi Assauer (1980)
- Fritz Langner (1980)
- Kuno Klötzer, (1980-1981)
- Otto Rehhagel, (1981-1995)
- Hans-Jürgen Dörner (1996-1997)
- Wolfgang Sidka (1997-1998)
- Felix Magath, (1998-1999)
- Thomas Schaaf, (1999-nay)

Người Hà Lan
- Aad de Mos, (1995-1996)

## Cầu thủ

### Đội hình hiện tại
Tính đến ngày 3 tháng 9 năm 2023
Ghi chú: Quốc kỳ chỉ đội tuyển quốc gia được xác định rõ trong điều lệ tư cách FIFA. Các cầu thủ có thể giữ hơn một quốc tịch ngoài FIFA.
| Số | VT | Quốc gia | Cầu thủ                   |
| -- | -- | -------- | ------------------------- |
| 1  | TM | Séc      | Jiří Pavlenka             |
| 2  | TV | Bỉ       | Olivier Deman             |
| 3  | HV | Đức      | Anthony Jung              |
| 4  | HV | Đức      | Niklas Stark              |
| 5  | HV | Đức      | Amos Pieper               |
| 6  | TV | Đan Mạch | Jens Stage                |
| 7  | TĐ | Đức      | Marvin Ducksch            |
| 8  | HV | Đức      | Mitchell Weiser           |
| 9  | TĐ | Ba Lan   | Dawid Kownacki            |
| 10 | TV | Đức      | Leonardo Bittencourt      |
| 13 | HV | Serbia   | Miloš Veljković (đội phó) |
| 14 | TV | Bỉ       | Senne Lynen               |

| Số | VT | Quốc gia | Cầu thủ                                           |
| -- | -- | -------- | ------------------------------------------------- |
| 17 | TĐ | Đức      | Justin Njinmah                                    |
| 18 | TV | Guinée   | Naby Keïta                                        |
| 19 | TĐ | Colombia | Rafael Santos Borré (mượn từ Eintracht Frankfurt) |
| 20 | TV | Áo       | Romano Schmid                                     |
| 23 | TV | Đức      | Nicolai Rapp                                      |
| 27 | HV | Đức      | Felix Agu                                         |
| 29 | TĐ | Đức      | Nick Woltemade                                    |
| 30 | TM | Đức      | Michael Zetterer                                  |
| 32 | HV | Áo       | Marco Friedl (đội trưởng)                         |
| 35 | TV | Đức      | Leon Opitz                                        |
| 36 | TV | Đức      | Christian Groß                                    |
| 38 | TM | Đức      | Dudu                                              |

### Cầu thủ đang được mượn
Ghi chú: Quốc kỳ chỉ đội tuyển quốc gia được xác định rõ trong điều lệ tư cách FIFA. Các cầu thủ có thể giữ hơn một quốc tịch ngoài FIFA.
| Số | VT | Quốc gia | Cầu thủ                                                                       |
| -- | -- | -------- | ----------------------------------------------------------------------------- |
| —  | TM | Đức      | Mio Backhaus (được mượn đến FC Volendam đến ngày 30 tháng 6 năm 2024)         |
| —  | TV | Togo     | Dikeni Salifou (được mượn đến Juventus Next Gen đến ngày 30 tháng 6 năm 2024) |
| —  | TĐ | Đức      | Eren Dinkçi (được mượn đến 1. FC Heidenheim đến ngày 30 tháng 6 năm 2024)     |

| Số | VT | Quốc gia | Cầu thủ                                                                        |
| -- | -- | -------- | ------------------------------------------------------------------------------ |
| —  | TĐ | Đức      | Abdenego Nankishi (được mượn đến Heracles Almelo đến ngày 30 tháng 6 năm 2024) |
| —  | TĐ | Scotland | Oliver Burke (ở Birmingham City đến ngày 30 tháng 6 năm 2024)                  |

### Số áo đã giải nghệ
- 12 –  "Người đàn ông thứ mười hai", dành tặng cho các cổ động viên của câu lạc bộ.[34]

## Sân vận động

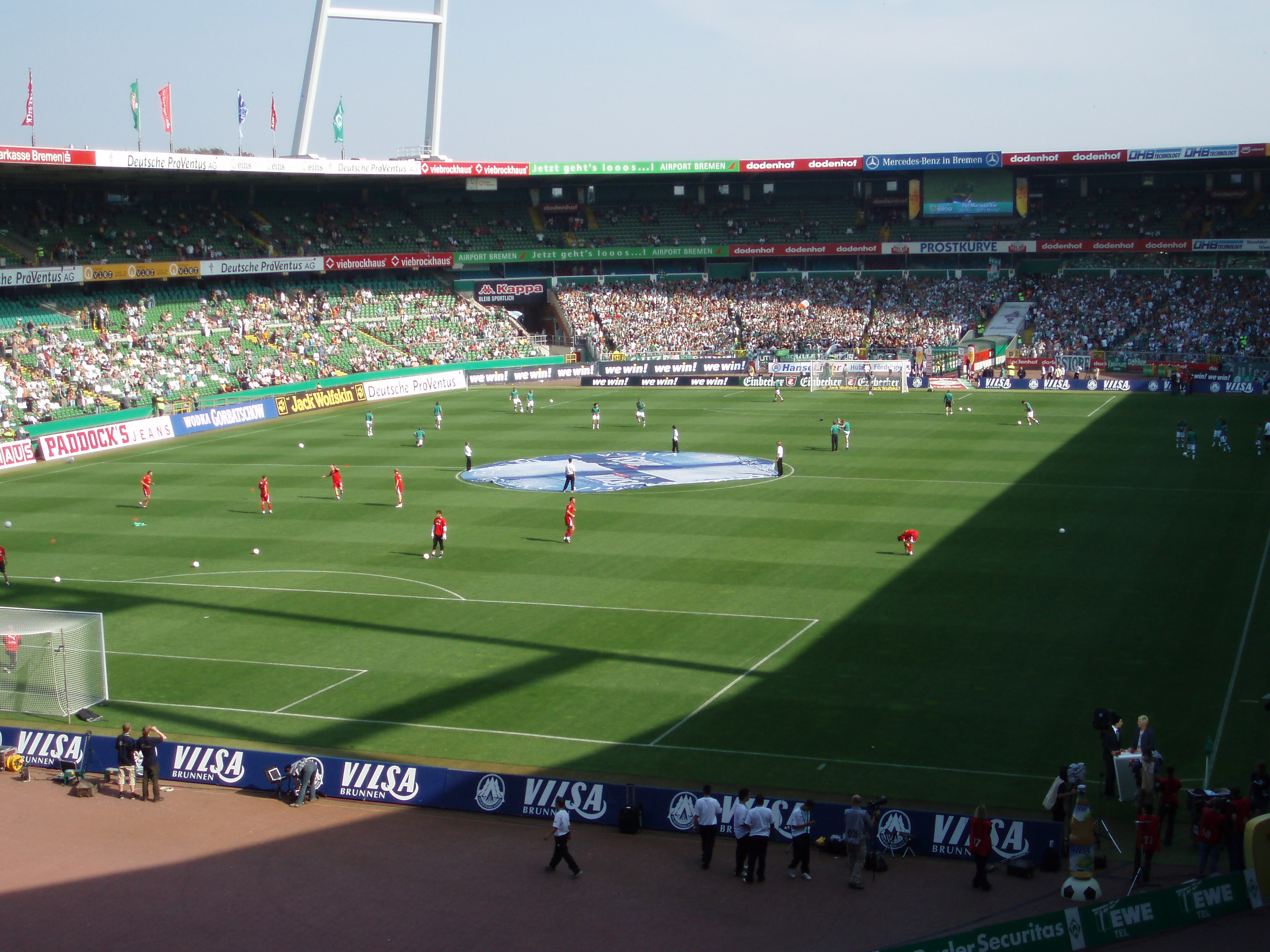
Weserstadion chụp ảnh năm 2006

Werder đã chơi các trận đấu trên sân nhà của họ tại cùng một địa điểm kể từ năm 1909. Năm đó, câu lạc bộ Allgemeinen Bremer Turn- und Sportverein đã xây dựng một sân vận động thể thao với một khán đài bằng gỗ. Năm 1926, một khán đài mới với phòng thay đồ và nhà hàng được xây dựng với chi phí 1.250.000 RM. Sân vận động này được gọi là "ATSB-Kampfbahn" và cũng được sử dụng cho các cuộc tụ tập chính trị. Năm 1930, lần đầu tiên nó được gọi là "Weserstadion". Năm năm sau, sân vận động được gọi là "Bremer Kampfbahn", và trong những năm tiếp theo, nó chủ yếu được Đảng Quốc xã sử dụng, vì các hoạt động thể thao hiếm khi được thực hiện. Ngay sau Chiến tranh thế giới thứ hai, chỉ có các môn thể thao của Mỹ như bóng chày và bóng bầu dục Mỹ mới được chơi tại địa điểm này (nay được gọi là "IKE-Stadium"). Năm 1947, sân vận động được mở cửa trở lại với tư cách là một địa điểm thể thao chung và được đổi tên thành "Weserstadion".
Sau chức vô địch Bundesliga đầu tiên của Werder vào năm 1965, các khán đài góc đã được mở rộng với tầng thứ hai. Năm 1992, Bremen trở thành câu lạc bộ Đức đầu tiên lắp đặt skybox. Năm 2002, đường chạy điền kinh đã được gỡ bỏ một phần, do đó mở rộng sức chứa. Sân vận động Weserstadion được cải tạo từ năm 2008 đến năm 2011; mặt tiền được phủ các tấm pin mặt trời và một mái nhà mới được xây dựng trên đỉnh của cấu trúc hỗ trợ mái nhà cũ. Cả hai đầu (đông và tây) đã bị phá bỏ và xây dựng lại song song với đường biên của sân, loại bỏ phần còn lại của đường chạy điền kinh cũ. Sức chứa hiện tại là 42.100.

## Người hâm mộ và đối thủ

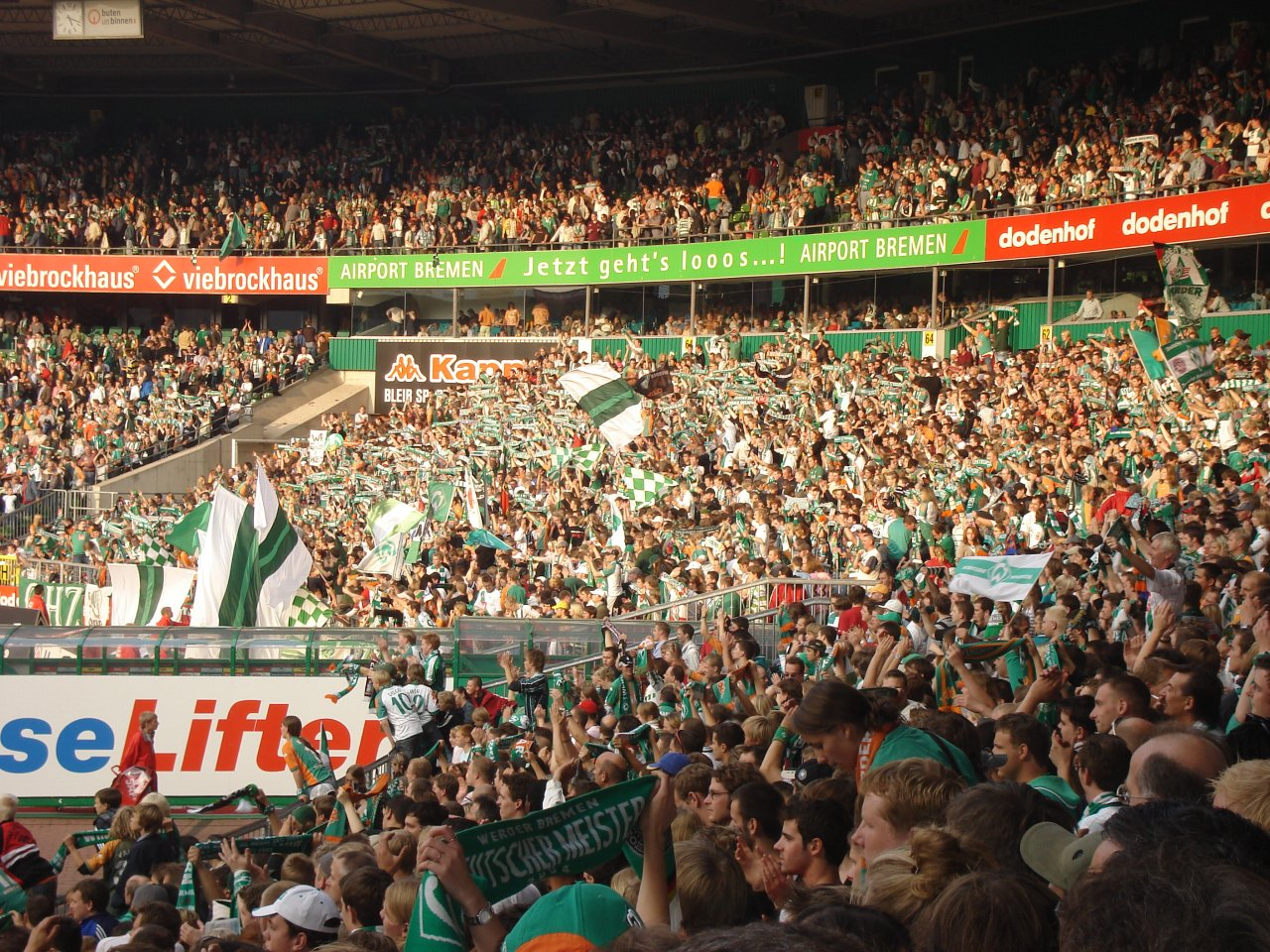
Cổ động viên của Werder tại một trận đấu trên sân nhà vào năm 2006

Bremen có sự cạnh tranh lâu dài với câu lạc bộ đồng hương miền bắc nước Đức Hamburger SV , được biết đến với cái tên Nordderby (tiếng Anh: "North derby"). Sự kình địch này không chỉ dừng lại ở bóng đá, vì giữa hai thành phố Hamburg và Bremen cũng có một sự kình địch lịch sử có từ thời Trung cổ. Hai thành phố này cách nhau 100 km và là hai thành phố lớn nhất ở miền bắc nước Đức. Bayern Munich là một đối thủ khác của Werder Bremen, có từ những năm 1980, khi hai đội cạnh tranh nhau để giành các danh hiệu quốc nội. Người hâm mộ Werder Bremen gần đây cũng không thích Schalke 04, sau khi họ mua lại một số cầu thủ của Werder Bremen trong những năm qua, bao gồm Aílton, Fabian Ernst, Mladen Krstajić, Oliver Reck, Frank Rost và Franco Di Santo.
Bremen có bảy nhóm ultra: "Wanderers-Bremen", "The Infamous Youth", "Caillera", "L'Intesa Verde", "HB Crew", "Ultra Boys", và "UltrA-Team Bremen". Người hâm mộ Werder duy trì mối quan hệ thân thiện với Rot-Weiss Essen, câu lạc bộ Áo SK Sturm Graz,  và câu lạc bộ Israel Maccabi Haifa, và Hapoel Katamon Jerusalem.
Bài hát chính thức của Werder Bremen là "Lebenslang Grün-Weiß" của ban nhạc Original Deutschmacher có trụ sở tại Bremen, bài hát này cũng được hát trước mỗi trận đấu trên sân nhà. Sau mỗi bàn thắng của Bremen, bài hát I'm Gonna Be (500 Miles) của The Proclaimers sẽ được phát, trước đó là tiếng còi tàu.

## Thành tích
Các danh hiệu của Werder bao gồm:

### Trong nước
Bundesliga
- Đội vô địch: 1964–65, 1987–88, 1992–93, 2003–04
- Á quân: 1967–68, 1982–83, 1984–85, 1985–86, 1994–95, 2005–06, 2007–08

2. Bundesliga
- Đội vô địch: 1980–81
- Á quân: 2021–22

DFB-Pokal
- Đội vô địch: 1960–61, 1990–91, 1993–94, 1998–99, 2003–04, 2008–09
- Á quân: 1988–89, 1989–90, 1999–2000, 2009–10

DFL-Ligapokal
- Đội vô địch: 2006
- Á quân: 1999, 2004

DFL-Supercup
- Đội vô địch: 1988, 1993, 1994, 2009 (không chính thức)
- Á quân: 1991

DFB-Hallenpokal
- Đội vô địch: 1989
- Á quân: 1991, 2001

#### Khu vực
Gauliga Niedersachsen
- Đội vô địch: 1933–34, 1935–36, 1936–37, 1941–42
- Á quân: 1934–35

### Quốc tế
European Cup Winners' Cup
- Đội vô địch: 1991–92

UEFA Cup
- Á quân: 2008–09

European Super Cup
- Á quân: 1992

UEFA Intertoto Cup
- Đội vô địch: 1998

Kirin Cup
- Đội vô địch: 1982, 1986

### Đôi
- 2003–04: Bundesliga và DFB-Pokal

## Thành tích ở châu Âu
Werder Bremen đã tham gia nhiều lần vào các giải đấu bóng đá châu Âu do UEFA tổ chức. Đội đã giành chức vô địch Cúp C2 châu Âu 1991–92, á quân Siêu cúp châu Âu 1992, và vào chung kết Cúp UEFA 2008–09. Werder cũng là đồng vô địch Cúp Intertoto UEFA 1998.